# Alderia niepozorna
Alderia niepozorna, alderia (Alderia modesta) – gatunek niewielkiego, bezmuszlowego, częściowo ziemnowodnego ślimaka tyłoskrzelnego z rodziny Limapontiidae, bliski krewny wypławczaka garbatego (Limapontia capitata). Różni się jednak od niego znacznie wyglądem zewnętrznym, głównie dzięki obecności 3 rzędów maczugowatych wyrostków – skrzeli skórnych – z każdego boku grzbietu. Kolor ciała żółtozielonkawy, rzadziej spotkać można okazy odmiennie ubarwione. Dwoje oczu jest bardzo prosto zbudowanych; na głowie występują również 2 skórne płaty przygębowe. Długość ciała 1–1,5 cm (w Bałtyku do 1 cm). Z powodu niewielkich rozmiarów, wyglądu i sposobu życia jest to zwierzę trudne do zauważenia.
Pożywienie alderii niepozornej stanowią rośliny, głównie glony z rodzaju Woszeria, które ślimak wysysa. W pochmurne dni zwierzę to często opuszcza wodę.
Alderia niepozorna związana jest z akwenami o torfiastych brzegach i spokojnej wodzie. Zamieszkuje lokalnie bardzo płytkie miejsca przy brzegach zatok, jak również przybrzeżne zbiorniki, w których woda może być znacznie wysłodzona, np. rowy, doły, torfianki, a czasem nawet wypełnione wodą odciski krowich racic. Zanieczyszczenie zatok, a jeszcze bardziej rowów odwadniających, wpłynęło na duży spadek liczebności tego mięczaka w Morzu Bałtyckim. Poza Bałtykiem, alderia niepozorna występuje również w innych w morzach Europy.
W Polsce gatunek ten jest objęty częściową ochroną gatunkową.